# Raymond (Misisipi)
Raymond es una ciudad del Condado de Hinds, Misisipi, Estados Unidos. Según el censo de 2000 tenía una población de 1.664 habitantes y una densidad de población de 217.1 hab/km².

## Demografía
Según el censo de 2000, había 1.664 personas, 469 hogares y 317 familias residiendo en la localidad. La densidad de población era de 217,1 hab./km². Había 498 viviendas con una densidad media de 65,0 viviendas/km². El 57,93% de los habitantes eran blancos, el 41,17% afroamericanos, el 0,06% amerindios, el 0,42% asiáticos y el 0,42% pertenecía a dos o más razas. El 0,96% de la población eran hispanos o latinos de cualquier raza.
Según el censo, de los 469 hogares en el 28,6% había menores de 18 años, el 43,1% pertenecía a parejas casadas, el 20,7% tenía a una mujer como cabeza de familia y el 32,4% no eran familias. El 29,6% de los hogares estaba compuesto por un único individuo y el 11,7% pertenecía a alguien mayor de 65 años viviendo solo. El tamaño promedio de los hogares era de 2,32 personas y el de las familias de 2,89.
La población estaba distribuida en un 15,4% de habitantes menores de 18 años, un 40,3% entre 18 y 24 años, un 17,2% de 25 a 44, un 15,4% de 45 a 64 y un 11,7% de 65 años o mayores. La media de edad era 22 años. Por cada 100 mujeres había 119,8 hombres. Por cada 100 mujeres de 18 años o más, había 123,5 hombres.
Los ingresos medios por hogar en la localidad eran de 36.667 dólares ($) y los ingresos medios por familia eran 42.639 $. Los hombres tenían unos ingresos medios de 31.106 $ frente a los 21.953 $ para las mujeres. La renta per cápita para la ciudad era de 12.615 $. El 21,6% de la población y el 17,8% de las familias estaban por debajo del umbral de pobreza. El 39,4% de los menores de 18 años y el 9,6% de los habitantes de 65 años o más vivían por debajo del umbral de pobreza.

## Geografía
Según la Oficina del Censo de los Estados Unidos, la localidad tiene un área total de 7,7 km², todos ellos correspondientes a tierra firme.